# Halle Georges-Carpentier
Halle Georges-Carpentier (původní název Palais des sports de la porte d'Ivry) je víceúčelová sportovní hala, která se nachází v Paříži ve 13. obvodu. Nese jméno francouzského boxera Georgese Carpentiera.

## Historie a využití
Hala byla postavena v roce 1960. Roku 1988 byla rekonstruována a pojmenována na počest boxera Georgese Carpentiera (1894-1975).
V hale se odehrávají zápasy v boxu a soutěže v badmintonu, stolním tenise, volejbalu, házené aj.
Z významných soutěží se zde odehrály např.:
- Mistrovství světa v házené mužů 1970
- Mistrovství světa v šermu 2010
- Mistrovství světa ve stolním tenise 2006, 2011 a 2018
- Challenge international Georges-Marrane (házená)
- Open de France (badminton)

V roce 2024 se v hale odehrají zápasy volejbalu v rámci letních olympijských her.